# Марченко, Константин Константинович
Константи́н Константи́нович Ма́рченко (6 сентября 1939, Ленинград — 1 октября 2020, Санкт-Петербург) — советский и российский историк-антиковед, археолог, скифолог, доктор исторических наук, заведующий отделом истории античной культуры Института истории материальной культуры РАН, специалист по античной археологии Северного Причерноморья, взаимоотношениям греков и варваров в Северном Причерноморье.

## Биография
Родился в Ленинграде в 1939 году в семье директора ленинградского завода. Мать, В. Г. Осмоловская, была домохозяйкой, происходила из польского дворянского рода. В блокадные годы (1941—1944) семья эвакуировалась в Нижний Тагил. В 1958 году Константин окончил среднюю школу. Сдавал экзамены в Политехнический институт, но не поступил. Работал электромонтером на заводе «Электроаппарат» и слесарем на Прядильно-ниточном комбинате им. С. М. Кирова.
В 1961 году он поступил на исторический факультет Ленинградского государственного университета. Специализировался по кафедре археологии, где его учителями были Елена Ивановна Леви и Александр Николаевич Карасёв. Окончив университет, работал в библиотеке Литературного института им. А. М. Горького. С 1967 года — научно-технический сотрудник Ленинградского отделения Института археологии АН СССР.
В 1974 году защитил кандидатскую диссертацию «Варвары в составе населения Березани и Ольвии». В 1991 году в ИИМК защитил докторскую диссертацию «Греки и варвары Северо-Западного Причерноморья VII-I вв. до н. э.». В 1998—2005 годах заведовал отделом истории античной культуры ЛО Института археологии АН СССР.
Участвовал в работе Южно-Донской экспедиции ЛОИА, основным объектом раскопок которой было крупнейшее варварское поселение в восточной части Скифии — Елизаветовское городище, сначала под руководством И. Б. Брашинского, затем в качестве начальника экспедиции. Создал и возглавил Нижне-Бугскую античную экспедицию ЛОИА, работавшую над изучением хоры Ольвии.
Скончался от заболевания COVID в Покровской больнице Санкт-Петербурга.

## Научная деятельность
Сфера научных интересов — античная археология Северного Причерноморья (Елизаветовское городище, Ольвия), взаимоотношения греков и варваров в Северном Причерноморье.
В работе «Варвары в составе населения Березани и Ольвии во второй половине VII — первой половине I в. до н. э.» (1988) на основе анализа археологических материалов, прежде всего, лепной керамики, автор делает выводы о присутствии среди населения греческого полиса Ольвии и острова Березань варварского элемента. Исследователь останавливается на технологии изготовления и классификации лепной керамики, ее концентрации в разных культурных слоях, что позволяет сделать заключение о том, что их диаспора увеличивалась или техника была перенята греческими мастерами.
В обобщающей коллективной монографии «Материалы Березанской (Нижнебугской) античной археологической экспедиции» (2006) подводится итог многолетней работы по раскопкам поселения ольвийской сельскохозяйственной округи. Изучение хоры Ольвии позволило получить огромный археологический материал, проработка которого привела авторов к выводам о своего рода цикличности исторического развития античного Северного Причерноморья, связанной с этапами дестабилизации военно-политической обстановки и сменяющими их этапами общей стабилизации и расцвета материальной культуры. К. К. Марченко объяснял эти перемены периодическими вторжениями с востока в степные пространства региона новых кочевнических этносов.
В еще одной коллективной монографии «Греки и варвары Северного Причерноморья в скифскую эпоху» (2005) освещены основные аспекты и результаты изучения греко-варварских контактов и взаимодействий в Северном Причерноморье скифской эпохи, дана периодизация истории Северного Причерноморья, охарактеризованы характер и пути формирования сельского населения в окрестностях греческих колоний Северо-Западного Причерноморья, обозначено присутствие в регионе каллипидов — эллинизированных скифов, проанализировано греко-варварское взаимодействие в V в. до н. э. Соавторы Е. Я. Рогов, Ю. А. Виноградов, М. Ю. Вахтина описывали сходные процессы в западном Крыму, в Боспоре Киммерийском и на материале греко-скифского искусства.

## Основные работы
- Раскопки Елизаветовского городища на Дону // АО. 1970 г. С. 112—113 (в соавторстве с И. Б. Брашинским).
- Лепная керамика V—III вв. до н. э. с городища у станицы Елисаветовской на Нижнем Дону // Советская археология. 1972. № 1. С. 122—134.
- Фракийцы на территории Нижнего Побужья во второй половине VII-I в. до н. э. // Вестник древней истории. 1974. № 2. С. 149—161.
- Строительные комплексы Елизаветовского городища на Дону // Советская археология. 1978. № 2. C. 204—221 (в соавторстве с И. Б. Брашинским).
- Елизаветовское городище на Дону — поселение городского типа // Советская археология. 1980. № 1. С. 211—218 (в соавторстве с И. Б. Брашинским).
- Модель греческой колонизации Нижнего Побужья // Вестник древней истории. 1980. № 1. С. 131—143.
- К вопросу о так называемом предместье Ольвии // Вестник древней истории. 1982. № 3. С. 126—136.
- Еще раз к вопросу о каллипидах // Советская археология. 1983. № 1. С. 67-79.
- Die Siedlung von Eltzavetovka — ein griechisch-barbarisches Emporion Dondetta // Klio. 1986. Bd. 69. H. 2. S. 377—398.
- Варвары в составе населения Березани и Ольвии во второй половине VII — первой половине I в. до н. э. Л., 1988. 144 с.
- Елизаветовское городище — греко-варварское торжище в дельте Дона // Советская археология. 1988. № 3. С. 63-78 (в соавторстве с В. Г. Житниковым, Э. В. Яковенко).
- Боспорские поселения на территории Елизаветовского городища на Дону // Вестник древней истории. 1990. № 1. С. 129—138.
- Северо-Западное Причерноморье античной эпохи (Историко-географическое определение) // ПАВ. 1992. Вып. 2. С. 6-22.
- Экологическая ситуация и культурогенез в Северо-Восточном Приазовье — Нижнем Подонье скифской эпохи. М., 1995. 23 с.
- Третий период стабилизации в Северном Причерноморье античной эпохи // Российская археология. 1996. № 2. С. 70-80.
- Сарматы и гибель «Великой Скифии» // Вестник древней истории. 1997. № 3. С. 93-103 (в соавторстве с Ю. А. Виноградовым, Е. Я. Роговым).
- Елизаветовское городище на Дону. М., 2000. 281 с. (в соавторстве с В. Г. Житниковым, В. П. Копыловым).
- Греки и варвары Северного Причерноморья в скифскую эпоху / Андреев Ю. В., Вахтина М. Ю., Виноградов Ю. А., Марченко К. К., Рогов Е. Я. Сер. «Новая Античная библиотека. Исследования» / Ответственный редактор К. К. Марченко. СПб: Алетейя, 2005. 463 с. (главы I—III, соавт.)[4].
- Материалы Березанской (Нижнебугской) античной археологической экспедиции. Т. 1. СПб., 2006. 230 с. (в соавторстве с Я. В. Доманским, В. Ю. Зуевым, Ю. И. Ильиной, В. В. Назаровым, Д. Е. Чистовым).
- Греко-скифские отношения в Нижнем Побужье в V в. до н. э.: (О начале реколонизации сельской округи Ольвии Понтийской) // Thracia. 2011. T. 19. C. 247—255 (в соавторстве с Ю. А. Виноградовым).
- Хора Ольвии (дополнение к этнокультурной характеристике сельскохозяйственной территории полиса) // Stratum plus. 2013. № 3. С. 17-130.
- Северное Причерноморье в III в. до н. э. (взгляд из греческих государств) // АВ. 2014. Вып. 20. С. 143—164 (в соавторстве с Ю. А. Виноградовым)[5][2].